# بوينتون
بوينتون (بالإنجليزية: Boynton Beach)‏ هي مدينة أمريكية تقع في ولاية فلوريدا. تبلغ مساحة هذه المدينة 42.1 (كم²)،ويبلغ عدد سكانها 66714 نسمة حسب إحصاء سنة 2010 م 66714.

## التركيبة السكانية
حدّد مكتب تعداد الولايات المتحدة بيانات التركيبة السكانية لبوينتون في تعداد الولايات المتحدة. في ما يلي، التركيبة السكانية حسب تعدادي 2000 و2010.

### تعداد عام 2000
بلغ عدد سكان بوينتون 60,389 نسمة بحسب تعداد عام 2000، وبلغ عدد الأسر 26,210 أسرة وعدد العائلات 15,684 عائلة مقيمة في المدينة. في حين سجلت الكثافة السكانية 1,407.3 نسمة لكل كيلومتر مربع (3,644.9/ميل2). وبلغ عدد الوحدات السكنية 30,643 وحدة بمتوسط كثافة قدره 714.1 لكل كيلومتر مربع (1,849.5/ميل2).
وتوزع التركيب العرقي للمدينة بنسبة 70.36% من البيض و22.89% من الأمريكيين الأفارقة و0.22% من الأمريكيين الأصليين و1.52% من الأمريكيين ذوي الأصول الآسيوية و0.05% من سكان جزر المحيط الهادئ و2.36% من الأعراق الأخرى و2.60% من عرقين مختلطين أو أكثر و9.21% من الهسبانيون أو اللاتينيون من أي عرق.
بلغ عدد الأسر 26,210 أسرة كانت نسبة 24.9% منها لديها أطفال تحت سن الثامنة عشر تعيش معهم، وبلغت نسبة الأزواج القاطنين مع بعضهم البعض 45.4% من أصل المجموع الكلي للأسر، ونسبة 10.9% من الأسر كان لديها معيلات من الإناث دون وجود شريك، بينما كانت نسبة 3.5% من الأسر لديها معيلون من الذكور دون وجود شريكة وكانت نسبة 40.2% من غير العائلات. تألفت نسبة 33% من أصل جميع الأسر من عدة أفراد يعيشون في نفس المنزل ونسبة 17.8% كانت تتألف من شخص يعيش بمفرده يبلغ من العمر 65 عاماً أو أكثر. وبلغ متوسط حجم الأسرة المعيشية 2.26، أما متوسط حجم العائلات فبلغ 2.87.
بلغ العمر الوسطي للسكان 41.8 عاماً. وكانت نسبة 19.8% من القاطنين تحت سن الثامنة عشر، وكانت نسبة 6.4% بين الثامنة عشر والرابعة والعشرين عاماً، ونسبة 28% كانت واقعةً في الفئة العمرية ما بين الخامسة والعشرين والرابعة والأربعين عاماً، ونسبة 19.7% كانت ما بين الخامسة والأربعين والرابعة والستين، ونسبة 24.2% كانت ضمن فئة الخامسة والستين عاماً فما فوق. يوجد لكل 100 أنثى 89.0 ذكر، ويوجد لكل 100 أنثى في الثامنة عشر من عمرها فما فوق 85.7 ذكر.
بلغ متوسط دخل الأسرة في المدينة 33,934 دولارًا، أما متوسط دخل العائلة فبلغ 38,611 دولارًا. وكان متوسط دخل الذكور 26,187 دولارًا مقابل 21,626 دولارًا للإناث. وسجل دخل الفرد الخاص بالمدينة 13,641 دولارًا. وكانت نسبة 14.9% من العائلات ونسبة 18.7% من السكان تحت خط الفقر، وكان من هؤلاء نسبة 28.2% تحت سن الثامنة عشر ونسبة 14.2% في الخامسة والستين من العمر وما فوق.

### تعداد عام 2010
بلغ عدد سكان بوينتون 68,217 نسمة بحسب تعداد عام 2010، وبلغ عدد الأسر 29,104 أسرة وعدد العائلات 16,570 عائلة مقيمة في المدينة. في حين سجلت الكثافة السكانية 1,589.8 نسمة لكل كيلومتر مربع (4,117.6/ميل2). وبلغ عدد الوحدات السكنية 36,289 وحدة بمتوسط كثافة قدره 845.7 لكل كيلومتر مربع (2,190.4/ميل2).
وتوزع التركيب العرقي للمدينة بنسبة 62.45% من البيض و30.27% من الأمريكيين الأفارقة و0.29% من الأمريكيين الأصليين و2.16% من الأمريكيين ذوي الأصول الآسيوية و0.04% من سكان جزر المحيط الهادئ و2.60% من الأعراق الأخرى و2.20% من عرقين مختلطين أو أكثر و12.76% من الهسبانيون أو اللاتينيون من أي عرق.
بلغ عدد الأسر 29,104 أسرة كانت نسبة 25.1% منها لديها أطفال تحت سن الثامنة عشر تعيش معهم، وبلغت نسبة الأزواج القاطنين مع بعضهم البعض 39% من أصل المجموع الكلي للأسر، ونسبة 13.1% من الأسر كان لديها معيلات من الإناث دون وجود شريك، بينما كانت نسبة 4.8% من الأسر لديها معيلون من الذكور دون وجود شريكة وكانت نسبة 43.1% من غير العائلات. تألفت نسبة 34.3% من أصل جميع الأسر من عدة أفراد يعيشون في نفس المنزل ونسبة 15.7% كانت تتألف من شخص يعيش بمفرده يبلغ من العمر 65 عاماً أو أكثر. وبلغ متوسط حجم الأسرة المعيشية 2.31، أما متوسط حجم العائلات فبلغ 3.00.
بلغ العمر الوسطي للسكان 41.9 عاماً. وكانت نسبة 19.3% من القاطنين تحت سن الثامنة عشر، وكانت نسبة 8% بين الثامنة عشر والرابعة والعشرين عاماً، ونسبة 26.8% كانت واقعةً في الفئة العمرية ما بين الخامسة والعشرين والرابعة والأربعين عاماً، ونسبة 24.6% كانت ما بين الخامسة والأربعين والرابعة والستين، ونسبة 21.4% كانت ضمن فئة الخامسة والستين عاماً فما فوق. وتوزع التركيب الجنسي للسكان بنسبة 47.2% ذكور و52.8% إناث.

## أعلام
- نورم ماجر
- جوني فاريل
- مايك ويلسون
- ويندي أوفرتون
- دونالد س. ماكجرو
- دانيال ماكراي
- أوتيس ثورب
- تشي تشي غونزاليس
- مارلون بيرد
- مايو سميث